# Opsiplanon nemorosa
Opsiplanon nemorosa är en insektsart som beskrevs av Ronald Gordon Fennah 1945. Opsiplanon nemorosa ingår i släktet Opsiplanon och familjen vedstritar. Inga underarter finns listade i Catalogue of Life.